# Pomacanthus chrysurus
Pomacanthus chrysurus là một loài cá biển thuộc chi Pomacanthus trong họ Cá bướm gai. Loài này được mô tả lần đầu tiên vào năm 1831.

## Từ nguyên
Từ định danh chrysurus của loài được ghép bởi hai âm tiết, một âm tiết từ tiếng Latinh là chrysos ("màu vàng kim") và một âm tiết từ tiếng Hy Lạp cổ đại là ουρά (ourá) ("đuôi"), hàm ý đề cập đến vây đuôi màu vàng của chúng.

## Phạm vi phân bố và môi trường sống
P. chrysurus có phạm vi phân bố tập trung ở Tây Ấn Độ Dương. Loài này được ghi nhận dọc theo bờ biển Đông Phi, trải dài từ vịnh Aden tới Nam Phi, bao gồm Madagascar và hai đảo quốc lân cận là Seychelles và Comoros.
P. chrysurus sống gần các rạn san hô và mỏm đá ngầm ở độ sâu đến ít nhất là 30 m. 

## Mô tả
P. chrysurus có chiều dài cơ thể tối đa được biết đến là 33 cm. Thân của P. chrysurus có màu nâu sẫm với các dải sọc dọc màu trắng đến vàng nhạt. Đỉnh đầu, gáy và ngực có màu nâu cam. Đầu có nhiều vệt sọc màu xanh lam ánh kim. Vây đuôi có màu vàng nổi bật. Vây lưng, vây hậu môn và vây đuôi có viền màu xanh óng ở rìa. Vây ngực trong mờ, màu trắng. Vây bụng có các tia vây ngoài màu xanh ánh kim. Cá con có màu xanh thẫm (gần như đen) với các dải sọc cong màu trắng và xanh óng; vây đuôi trong suốt.
Số gai vây lưng: 13–14; Số tia vây ở vây lưng: 17–19; Số gai vây hậu môn: 3; Số tia vây ở vây hậu môn: 18–19.

## Sinh thái
Thức ăn chính của P. chrysurus là hải miên (bọt biển) và tảo như những loài cùng chi với chúng. P. chrysurus cũng được xem là một loài cá cảnh, chủ yếu được xuất khẩu từ Kenya.
P. chrysurus được biết đến là có thể lai tạp với 3 loài cùng chi, bao gồm Pomacanthus maculosus, Pomacanthus semicirculatus và Pomacanthus imperator, là những loài có cùng phạm vi phân bố với P. chrysurus dọc theo bờ biển Đông Phi.